# Katastrofa lotu Birgenair 301
Katastrofa lotu Birgenair 301 – katastrofa lotnicza, która wydarzyła się 6 lutego 1996 roku na Oceanie Atlantyckim, 26 kilometrów od wybrzeży Dominikany. W katastrofie zginęło 189 osób (176 pasażerów i 13 członków załogi), nikt nie ocalał.

## Przebieg lotu

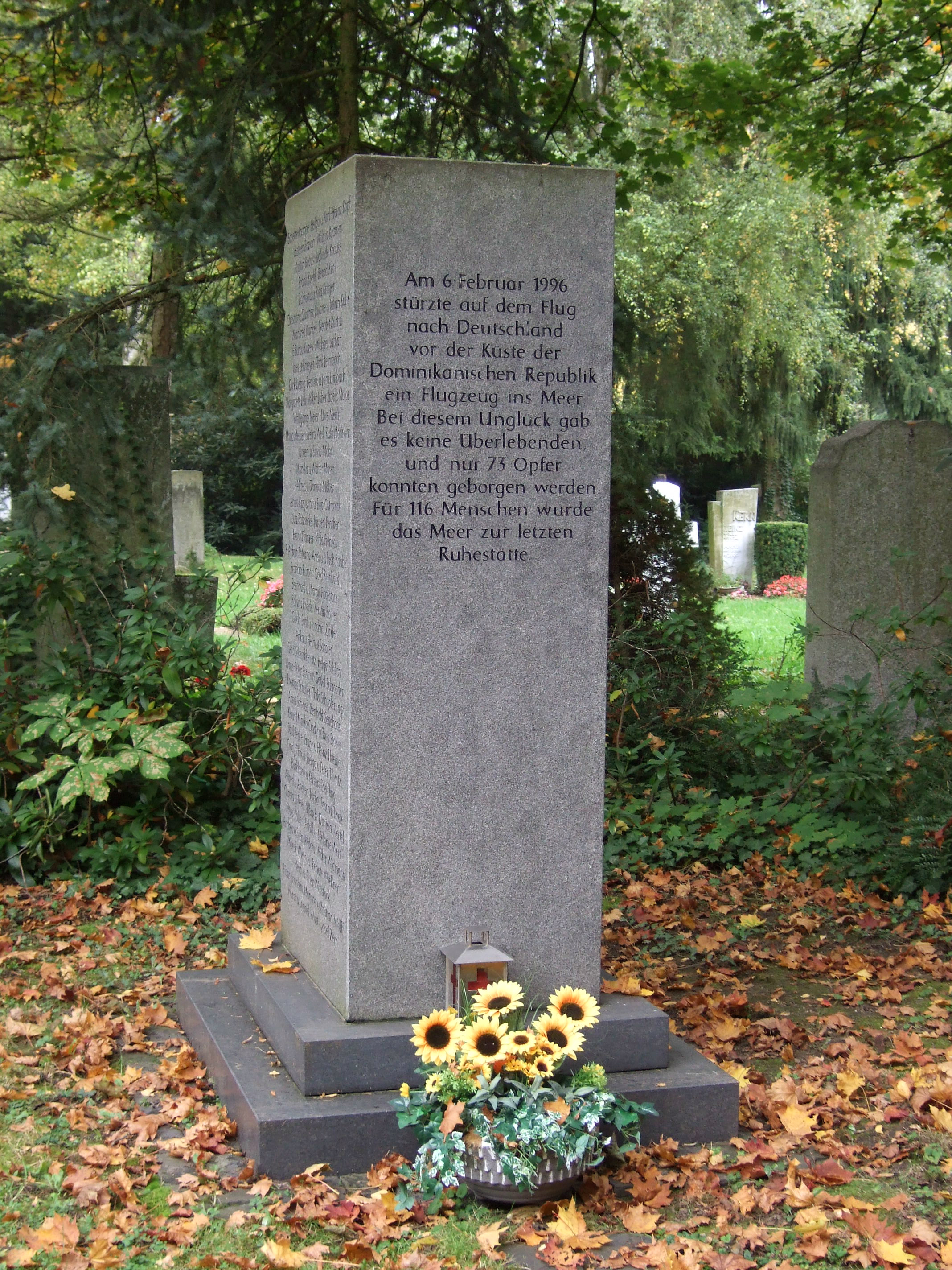
Pomnik upamiętniający ofiary katastrofy we Frankfurcie

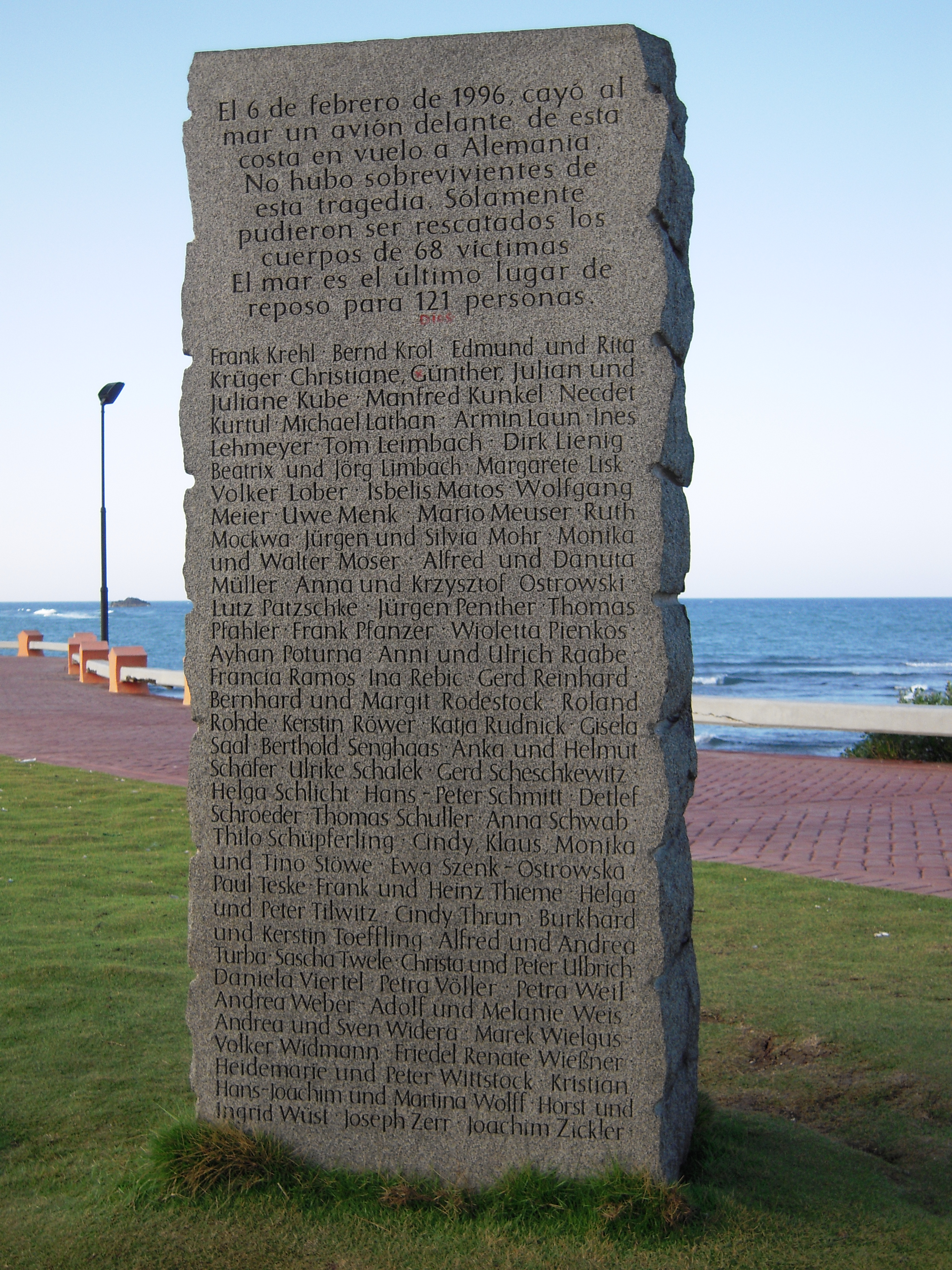
Pomnik upamiętniający ofiary katastrofy w Puerto Plata

Boeing 757-225 tureckich linii  Birgenair, lecący do Frankfurtu nad Menem w Niemczech wystartował z Gregorio Luperón International Airport koło Puerto Plata około godziny 23:40. Już w czasie rozbiegu samolotu na pasie kapitan dostrzegł, że jego prędkościomierz nie działa, mimo to kontynuował procedurę startu. Chwilę po oderwaniu się od pasa prędkościomierz zaczął wskazywać prędkość. Kilka minut później, podczas wznoszenia, ten sam prędkościomierz wskazał, że maszyna przekracza dopuszczalną prędkość lotu. Kapitan zmniejszył ciąg silników i włączył autopilota, po czym maszyna natychmiast wpadła w silne wibracje, wchodząc w głębokie przeciągnięcie, a jej dziób wysoko uniósł się w górę. Na wysokości 2100 metrów samolot przechylił się na prawe skrzydło i zaczął niekontrolowanie spadać. Maszyna rozbiła się o taflę oceanu.

## Akcja ratunkowa
Kilkanaście minut po katastrofie ekipy poszukiwawcze znalazły pierwsze fragmenty samolotu oraz ciała ofiar. Faktem stało się, że nikt spośród 189 osób na pokładzie nie ocalał. Początkowo żadne fragmenty samolotu, które wypłynęły, nie dały śledczym sugestii dotyczących przyczyny katastrofy. Dopiero 28 lutego 1996 zostały wyłowione czarne skrzynki Boeinga.

## Śledztwo
W czasie przesłuchania lokalnych mechaników stwierdzono, że maszyna nie była serwisowana przez trzy tygodnie pobytu w Dominikanie. Mechanicy stwierdzili, że gdy przed startem robili szybki przegląd, w maszynie zauważyli brak osłonek na rurkach Pitota. Zeznania mechaników rzuciły podejrzenie na te rurki. Nie odnaleziono ich, ale oficjalnie stwierdzono, że to one przyczyniły się do zagłady lotu 301. Śledczy stwierdzili, że prawdopodobnie lokalny gatunek osy założył w rurkach gniazdo. Winą obarczono również kapitana maszyny. Powinien on natychmiast przerwać procedurę startową, gdy zauważył, że prędkościomierz jest zablokowany.

## Upamiętnienie katastrofy
We Frankfurcie nad Menem oraz w Puerto Plata znajdują się pomniki upamiętniające ofiary katastrofy lotu 301.
Wśród ofiar katastrofy było dziewięciu obywateli Polski, w tym dwóch posłów na Sejm – Zbigniew Gorzelańczyk i Marek Wielgus.

## Ofiary katastrofy
| Kraj       | Pasażerowie | Załoga | Razem |
| ---------- | ----------- | ------ | ----- |
| Niemcy     | 167         | -      | 167   |
| Turcja     | -           | 11     | 11    |
| Polska     | 9           | -      | 9     |
| Dominikana | -           | 2      | 2     |
| Razem      | 176         | 13     | 189   |